# Shrigonda
Shrigonda es una ciudad y  municipio situada en el distrito de Ahmednagar en el estado de Maharashtra (India). Su población es de 31134 habitantes (2011). 

## Demografía
Según el censo de 2011 la población de Shrigonda era de 31134 habitantes, de los cuales 16048 eran hombres y 15086 eran mujeres. Shrigonda tiene una tasa media de alfabetización del 81,91%, inferior a la media estatal del 82,34%: la alfabetización masculina es del 86,33%, y la alfabetización femenina del 77,24%.